# Pneumatyczny przenośnik cieczy
Pneumatyczny przenośnik cieczy (inaczej powietrzny przenośnik cieczy) – używany jest do podnoszenia zawiesin cząsteczek oraz szlamu. Podnośniki pneumatyczne stosowane są w pogłębiarkach, maszynach oczyszczających dno akwenów oraz do wydobywania minerałów z dna mórz (np. buł manganowych).
Podnośnik pneumatyczny zbudowany jest z elastycznej rury, której ssawny koniec omiata dno akwenu. Blisko jej końca podłączone są dysze tłoczące do niej powietrze pod wysokim ciśnieniem. Powietrze mieszające się z wodą tworzy zawirowania wystarczające do oderwania od dna cząstek lub szlamu. Bąble powietrza zmierzające wewnątrz rury ku powierzchni unoszą z sobą cząstki, które potem są odfiltrowywane.